# Koolhoven F.K.51
De Koolhoven F.K.51 was een Nederlands vliegtuig gebouwd bij de vliegtuigenfabriek Koolhoven. Het model werd op eigen initiatief van Koolhoven gebouwd in de hoop deze te kunnen slijten aan de Luchtvaartafdeeling (LVA), de voorloper van de Koninklijke Luchtmacht.

## Geschiedenis
In 1935 was de Luchtvaartafdeeling op zoek naar een vervanger voor de Fokker C.I. Zowel de Koolhoven F.K.51 als de AVRO 626 werden getest waarbij de Koolhoven als winnaar door de LVA werd aangeschaft als les-verkenningsvliegtuig. Sommige hiervan waren voorzien van een lichte bewapening.
In eerste instantie werden 25 lestoestellenvarianten voor de LVA geproduceerd. In 1937 volgde nog een bestelling van 29 van de verkennervariant, waarvan er uiteindelijk maar 17 werden geleverd. Koolhoven leverde in totaal 17 toestellen aan de Marine Luchtvaartdienst (MLD) en 45 aan het LA-KNIL.
De toestellen van het LVA hebben tijdens de Tweede Wereldoorlog geen noemenswaardige invloed gehad. De exemplaren van de MLD zijn allemaal op vliegveld De Kooy vernietigd. Alleen de overgebleven exemplaren van de LA-KNIL zijn veelvuldig ingezet tijdens de slag om Nederlandsch-Indië.
In 1936 kocht de Spaanse republikeinse regering, de Fuerzas Aéreas de la República Española, 28 toestellen, die als "postvliegtuig" werden geleverd om het wapenembargo te ontduiken dat was ingesteld ten tijde van de Spaanse Burgeroorlog. Deze vliegtuigen hebben ook dienstgedaan als lichte bommenwerper. Enkele van deze vliegtuigen hebben later nog dienstgedaan onder het nationalistische bewind van Francisco Franco.

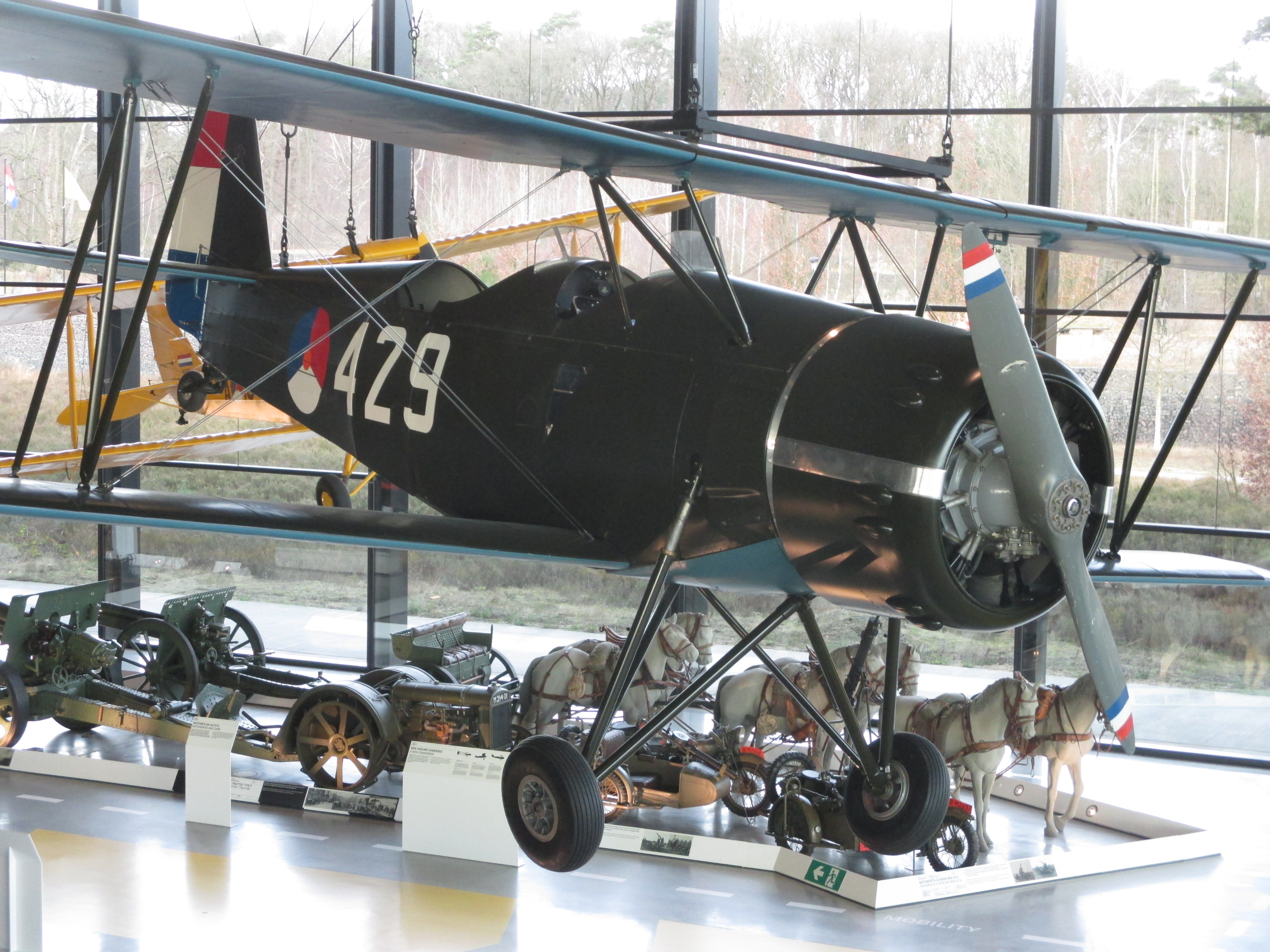
Koolhoven F.K. 51 Replica in het Nationaal Militair Museum in Soesterberg

Er is een replica te bezichtigen in het Nationaal Militair Museum in Soesterberg.

## Varianten
- F.K.51 LVA eerste serie, lesvliegtuig: geen bewapening.
- F.K.51 LVA tweede serie, verkenner: uitgerust met één 7,7mm Lewis mitrailleur in de bovenvleugel.
- F.K.51 LVA derde serie: uitgerust met één 7,7mm Lewis mitrailleur in de bovenvleugel én eenzelfde mitrailleur bij de achterste cockpit.
- F.K.51 MLD: uitgerust met een Wright "Whirlwind" R-975-E1. Zes exemplaren bewapend als de LVA eerste serie en negen exemplaren bewapend als de LVA derde serie.
- F.K.51 LA: uitgerust met een Pratt & Whitney "Wasp Junior".
- F.K.51 "Spaanse versie": uitgerust met een Armstrong Siddeley "Jaguar" of een Wright "Whirlwind" R-975-E3 stermotor.